# John Farrell (patinage de vitesse)
Pour les articles homonymes, voir John Farrell.
John O'Neil Farrell (né le 28 août 1906 à Hammond et mort le 20 juin 1994 à Evergreen Park) est un ancien patineur de vitesse américain.

## Jeux olympiques
- Jeux olympiques d'hiver de 1928 à St-Moritz 
  -  Médaille de bronze sur 500m.